# Xylopia pancheri
Xylopia pancheri är en kirimojaväxtart som beskrevs av Henri Ernest Baillon. Xylopia pancheri ingår i släktet Xylopia och familjen kirimojaväxter. Inga underarter finns listade i Catalogue of Life.